# Жиль Перро
Жиль Перро (фр. Gilles Perrault; 9 березня 1931, Париж — 3 серпня 2023, Сент-Марі-дю-Мон, Манш) — французький письменник, сценарист і журналіст. Здобув освіту юриста, працював ним протягом 5 років. Робота у сфері кримінології дала йому великий досвід та визначила жанр його творчості.

## Життєпис
Жиль Перро написав безліч книг, есе та кіносценаріїв на кримінальну тему. У своїх творах він торкався проблем, пов'язаних з правами людини, часто описуючи їх порушення. Його роботи викликали неоднозначну оцінку у французькому суспільстві. Книги Перро були перекладені багатьма мовами світу.
Найвідоміша робота Перро — документальна книга «Червоний пуловер», кримінальне дослідження, опубліковане в 1978 році. У ній автор проводить власне розслідування у справі Крістіана Рануччі, звинуваченого у викраденні та вбивстві маленької дівчинки Марі Долорес Рамбла. Через рік книга була екранізована. Книга викликала резонанс, було продано понад 1 мільйон екземплярів. Мішель Фуко прочитавши цю книгу, заявив про свою впевненість у невинності Рануччі.
У 2005 році командир кримінальної поліції у відставці Жерар Буладду опублікував книгу у відповідь: «L'Affaire du pull-over rouge, Ranucci coupable! : Un pull-over rouge cousu… de fil blanc» («Справа про червоного светра, Рануччі винен! Червоний пуловер, зшитий з білої нитки»), прямо протилежну версії, розробленої Жилем Перро. У 2006 році у своїй другій книзі «Autopsie d'une imposture» Буладду доводить вину Рануччі, і критикує Перро, називаючи «Червоний пуловер» відвертою маніпуляцією.
Жиль Перро також був редактором знаменитої в лівих політичних колах «Чорної книги капіталізму», яка користується популярністю і до сьогодення.